# Cardona
Cardona es un municipio de España perteneciente a la provincia de Barcelona, en Cataluña. Ubicado en la comarca del Bages, tiene una población de 4574 habitantes (INE 2024).

## Historia
El castillo de Cardona fue construido en el año 886 por Wifredo el Velloso; de estilos Románico y Gótico, incluye la denominada Sala Dorada y la Sala dels Entresols. Su joya es la torre de la Minyona (del siglo XI), de 15 metros de altura y más de 10 metros de diámetro, y la iglesia románica de San Vicente de Cardona.
Durante el siglo XV, los duques de Cardona fueron la familia más importante de la Corona de Aragón, solo por detrás de la Casa Real. Los miembros de esta casa ducal eran conocidos como "los reyes sin corona", pues disponían de extensos dominios territoriales en Cataluña, Aragón y Valencia, y vínculos dinásticos con las casas reales de Castilla, Portugal, Sicilia y Nápoles. El 18 de septiembre de 1714, después de un asedio que destruyó en buena parte las murallas del castillo, Cardona fue el último reducto en Cataluña en entregarse a las tropas borbónicas de Felipe V durante la guerra de Sucesión. Su ciudadela no pudo ser tomada posteriormente por las tropas de Napoleón durante la batalla de San Quintín (1810).

## Entidades de población
Cardona está formado por dos entidades singulares de población. 
| Entidad de población | Habitantes (2018) |
| -------------------- | ----------------- |
| Cardona              | 4153              |
| La Coromina          | 499               |

## Comunicaciones
- En coche particular:

Desde Barcelona tomando la C-58 hasta Manresa. Desde esta localidad sale la carretera C-55 (antigua C - 1410) que va hasta Solsona, pasando por Cardona. Desde Lérida se toma la C – 1313 en dirección a Seo de Urgel, y se deja la dirección a Solsona. Desde aquí se llega siguiendo la C - 55 o bien desde Lérida si se toma la C – 25 (Eje transversal) hasta Manresa y desde aquí por la C - 55 hasta Cardona.
- En tren:

Desde Barcelona tren de RENFE o de los Ferrocarriles de la Generalidad de Cataluña hasta Manresa.
- Autobús:

Desde Barcelona y Manresa hasta Cardona y viceversa.
La línea de autobuses Alsina Graells enlaza Andorra y Barcelona pasando por Solsona y Cardona.

## Demografía
Cardona cuenta con una población de 4574 habitantes (INE 2024).
| Gráfica de evolución demográfica de Cardona entre 1842 y 2021                                                         |
| |
| Población de derecho según los censos de población del INE. Población de hecho según los censos de población del INE. |

## Alcaldes
| Periodo   | Nombre                         | Partido             |
| --------- | ------------------------------ | ------------------- |
| 1979-1983 | Ramon Homs Guals               | CiU (Independiente) |
| 1983-1987 | Joan Bastida Navarro           | CiU (Independiente) |
| 1987-1991 | Gervasi Arnaste Pelegrin       | PSC-PSOE            |
| 1991-1995 | Gervasi Arnaste Pelegrin       | PSC-PSOE            |
| 1995-1999 | Maria dels Angeles Gassó Closa | PSC-PSOE            |
| 1999-2003 | Josep Maria Sala Esteban       | CiU (Independiente) |
| 2003-2007 | Josep Maria Sala Esteban       | CiU (Independiente) |
| 2007-2011 | Josep Maria Sala Esteban       | CiU (Independiente) |
| 2011-2015 | Ferran Estruch i Torrents      | ERC                 |
| 2015-2019 | Ferran Estruch i Torrents      | ERC                 |
| 2019-2023 | Ferran Estruch i Torrents      | ERC                 |
| 2023-act. | Ferran Estruch i Torrents      | ERC                 |

## Patrimonio

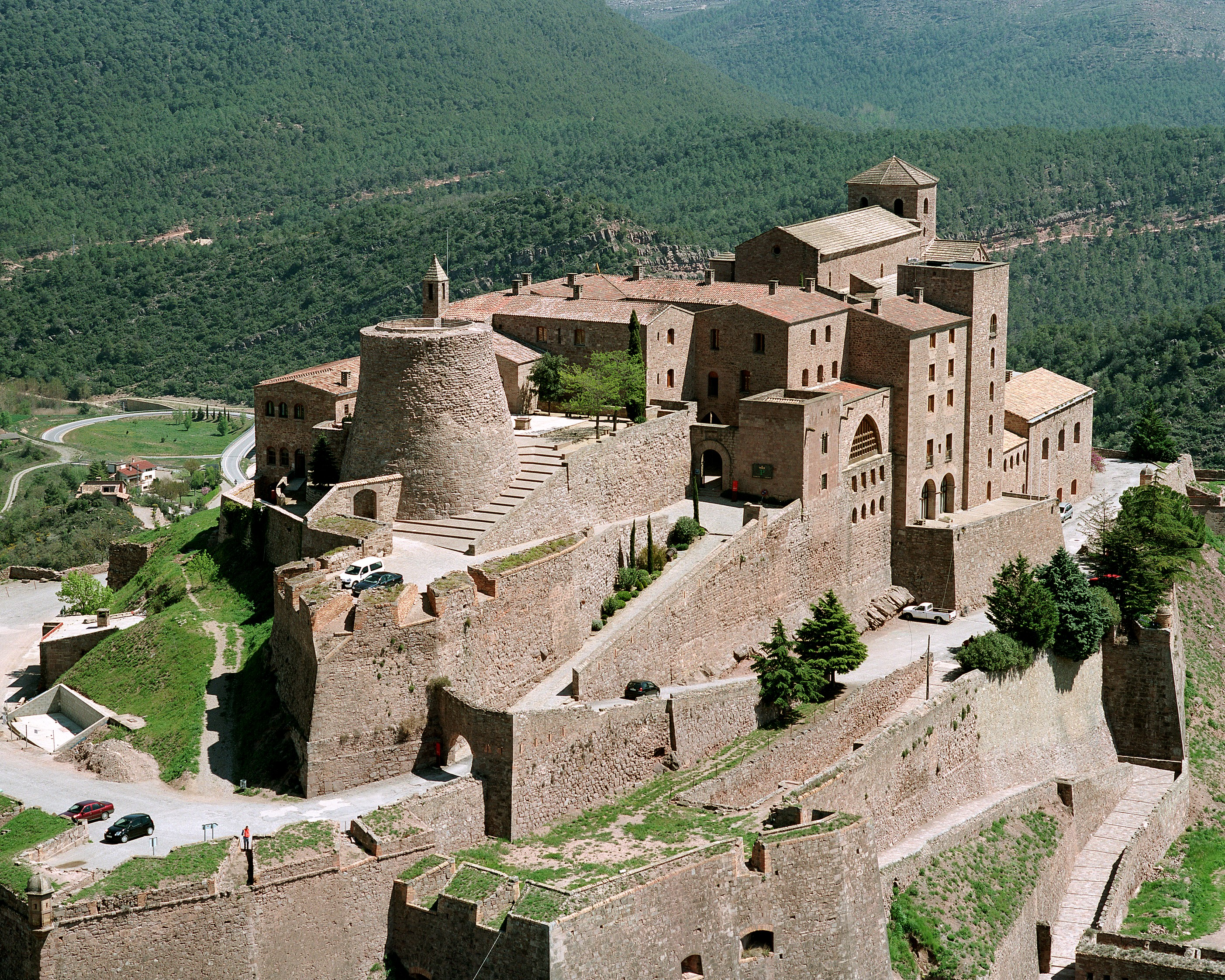
Castillo de Cardona, último reducto de la resistencia catalana a Felipe V. Capituló el 18 de septiembre de 1714

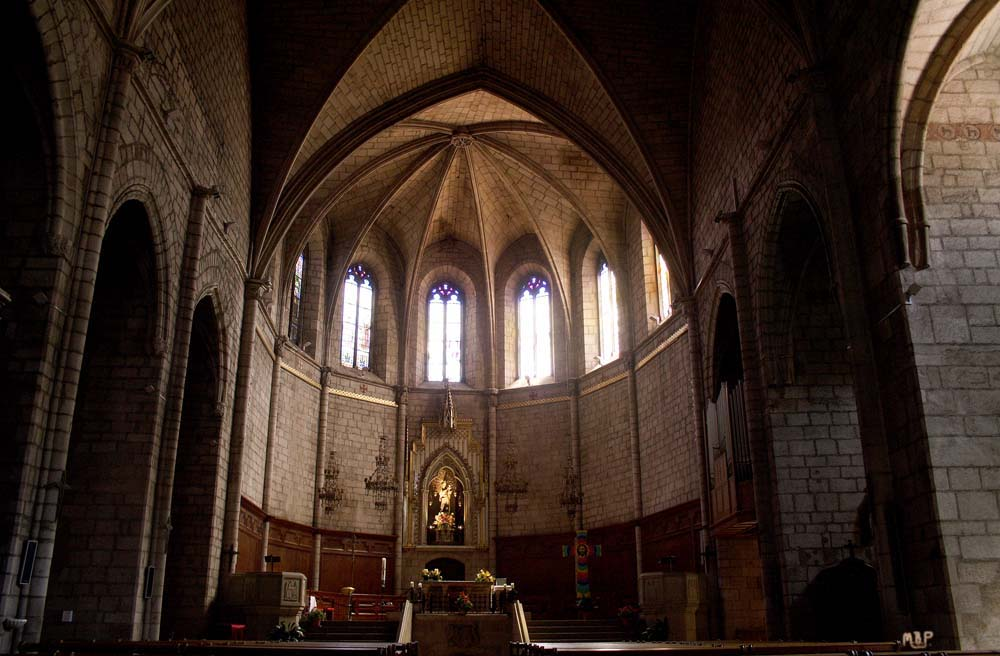
Cabecera de Sant Miquel de Cardona.

- Castillo de Cardona. Fortaleza medieval que es Parador Nacional. Incluye la Colegiata de San Vicente de Cardona con su cripta, y la Torre de la Minyona.
- Iglesia de San Miguel. De estilo gótico, fue construida entre el siglo XIII e inicios del XIV. La consagración de la iglesia fue en el año 1397. Consta de una nave central y dos laterales, con algunas ampliaciones de siglos posteriores. Cabe destacar la cripta, donde se guardan las reliquias de los Santos Mártires: dos retablos góticos, uno dedicado a Las once mil vírgenes y el otro a Santa Ana. Otro centro de interés es la imagen de la Virgen del Patrocinio, una bella estatua gótica en alabastro policromado del siglo XIV, atribuida a maestros del taller de Rieux. En la iglesia también podemos contemplar una pila bautismal del siglo XV.

- Colegiata de San Vicente de Cardona. Obra unitaria del siglo XI, consagrada entre los años 1029 y 1040. De estilo románico, presenta planta basilical de tres naves rematadas por un transepto, al cual se adosan tres ábsides semicirculares. La nave central está presidida por un amplio presbiterio y aparece cubierta por bóveda de cañón de medio punto. Bajo el presbiterio existe una cripta que ocupa todo el espacio presbiteral y el ábside central. También destacan varias tumbas y panteones, como la del duque Fernando I y el conde Joan Ramon Folc I.
- Montaña de sal
- Plaza del Mercado.
- Torre del Botxí (verdugo).
- Torre de la Minyona (sirvienta).
- La capilla de Santa Eulalia.
- La pujada.
- Pont vell.
- Murallas.

## Fiestas
- Caramellas, el domingo de Pascua.
- Mercado de la ganga. El primer domingo de febrero.
- Feria de Pentecostés. Primer domingo de junio.
- Feria de la Llenega. Último domingo de octubre.
- Fiesta Mayor. El segundo fin de semana de septiembre.
- Feria de la sal. El primer fin de semana de junio.(Antigua feria medieval)

## Ciudades hermanadas
- Cardona (Uruguay)
- Mazères (Francia)